# Hosenanzug

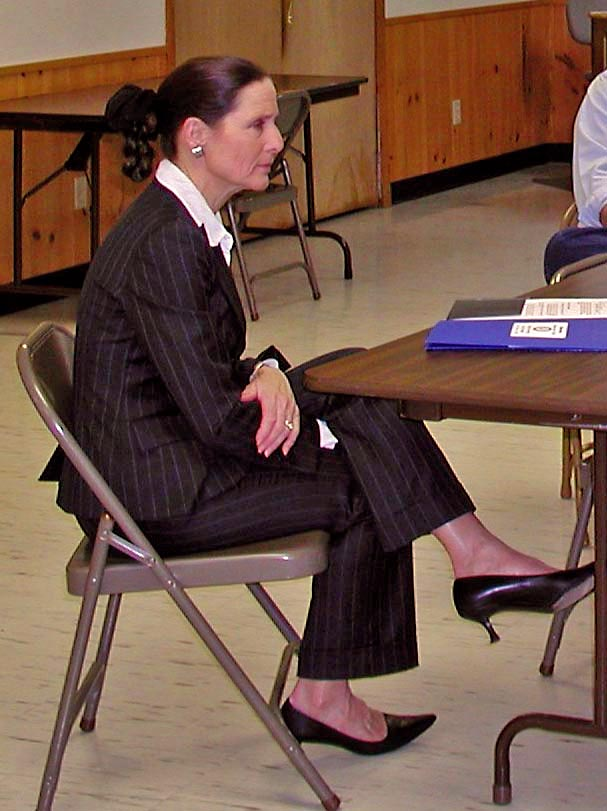
Die US-amerikanische Politikerin Jean Schmidt in einem Hosenanzug

Als Hosenanzug  wird in der Damenoberbekleidung ein Ensemble aus Jacke und langer Hose aus gleichem Stoff bezeichnet. Darunter wird meist eine Bluse getragen. Dies entspricht in der Herrenbekleidung dem Anzug.

## Geschichte
Die Akzeptanz des Hosenanzugs unterlag in den vergangenen Jahrzehnten einem gravierenden Wandel:
- Marlene Dietrich machte den Hosenanzug in den 1930er Jahren salonfähig.
- Lenelotte von Bothmer (SPD) löste 1970 einen Skandal aus, weil sie als erste Frau in einem Hosenanzug eine Rede im Bundestag hielt.[2]
- Angela Merkel trat als Bundeskanzlerin nahezu ausschließlich im Hosenanzug auf. Während dies einerseits als „stilbildend“ gewürdigt wurde,[3]  zog sie damit andererseits Spott auf sich[4] und wurde sogar kabarettistisch als „der Hosenanzug“ oder „Bundeshosenanzug“ umschrieben.[5]
- Auch Hillary Clinton tritt häufig im Hosenanzug auf.